# Гилберт, Керри
Керри Куче Гилберт (англ. Kerrea Kuche Gilbert; род. 28 февраля 1987, Лондон, Англия) — английский футболист, защитник.

## Клубная карьера

### «Арсенал»
Гилберт родился в районе Виллесден, Лондон, и до сезона 2005/06 он играл в молодёжных и резервных командах «Арсенала». Однако после травм нескольких игроков основы Гилберт был переведён в основную команду. Он дебютировал за «Арсенал» 29 ноября 2005 года в мачте против «Рединга» в Кубке Лиги, а 7 декабря сыграл в матче Лиги чемпионов против «Аякса», выйдя на замену вместо травмированного Лорана.
Проблемы с травмами в «Арсенале» продолжались, и Гилберт вышел в основе команды в Кубке Англии в игре против «Кардифф Сити» 7 января 2006 года, в которой отметился несколькими эффектными проходами по флангу, благодаря чему он попадал в основу в ближайших шести матчах. Гилберт дебютировал в Премьер-лиге 21 января 2006 года в проигранном 0-1 матче против «Эвертона» и отыграл оба матча полуфинала Кубка Лиги против «Уиган Атлетик». Гилеберт внёс свой вклад в победу Арсенала в первом мачте, сделав скрещивание на фланге с Тьерри Анри, который поразил ворота. Однако в итоге «Арсенал» покинул турнир, проиграв по правилу выездного гола.
1 февраля 2006 года Гилберт получил травму в проигранном 2-3 матче против «Вест Хэм Юнайтед» и выбыл на два месяца, закончив тем самым выступления за основу.
21 июля 2006 года Гильберт был отдан в аренду команде Чемпионшипа «Кардифф Сити» на сезон 2006/07. Он начал сезон в качестве основного правого защитника и регулярно появлялся на поле до декабря. Однако далее он перенёс небольшую травму, которая отправила его в лазарет на несколько ближайших игр. На поле его заменил Крис Гантер, и Гилберт так и не смог пробиться обратно в стартовый состав. Всего Гилберт сыграл 26 матчей за «Кардифф».
Далее он присоединился к «Саутенд Юнайтед» на шесть месяцев по договору аренды. Он сыграл 6 матчей за «Саутенд», прежде чем впал в немилость у тренера Стива Тилсона. В итоге 3 января 2008 года Гилберт вернулся в «Арсенал».
10 июля 2008 года Гильберт присоединился к «Лестер Сити» на один сезон на правах аренды. Он забил свой первый гол в лиге за «Лестер» в ничейной 1-1 игре со «Стокпорт Каунти».
Перед началом сезона 2009/10 Гилберт вернулся в «Арсенал». Он появился на поле в победном 2-0 матче с «Вест Бромвич Альбион» в Кубке Лиги, отыграв все 90 минут. Гилберт также стал участником победы 2-1 над Ливерпулем в Кубке Лиги, а также вышел в основе на матч Лиги чемпионов с «Олимпиакосом»: состав «Арсенал» в той игре был самым молодым в истории турнира (средний возраст — 21 год), побив предыдущий рекорд, установленный «Аяксом».
15 января 2010 года Гильберт присоединился к команде Чемпионшипа «Питерборо Юнайтед» по договору аренды до конца сезона.

### «Портленд Тимберс»
13 декабря 2010 года Гилберт подписал контракт с «Портленд Тимберс», клубом американской MLS. Однако визовые проблемы не позволили ему получить разрешение на работу в Соединённых Штатах, и его будущее в клубе осталось под вопросом. «Тимберс» объявили 18 марта 2011 года, что Гилберту отказано в визе, и контракт был расторгнут.
Гилберт успешно прошёл просмотр в шотландском «Инвернесс Каледониан Тисл» и сыграл несколько предсезонных товарищеских матчей. Менеджер Терри Бутчер был обеспокоен хронической травмой игрока и заявил, что предложит Гилберту контракт позже. Однако, когда Гилберт отправился на просмотр в «Милтон-Кинс Донс», Бутчер немедленно отозвал предложение контракта.

### «Йовил»
Гилберту был предложен 6-месячный контракт клубом Лиги 1 «Йовил Таун», после впечатляющего просмотра в клубе. Подписание Гилберта состоялось лишь после длительного периода разбирательств с его предыдущим контрактом с «Портленд Тимберс». Гилберт сделал своё первый матч за Йовил в победном 3-1 матче с «Олдем Атлетик». В нём он отыграл 76 минут, прежде чем был заменён. В январе 2012 года клуб отпустил Гилберта. Всего за «Йовил Таун» он сыграл 9 матчей.

### «Шемрок Роверс»
1 февраля 2012 года Гилберт подписан контракт с ирландским «Шемрок Роверс» на сезон 2012 года.

### «Мейденхед Юнайтед»
21 марта 2013 года Гилберт подписал контракт с клубом Южной Конференции «Мейденхед Юнайтед», но не сыграл за него ни одного матча.

### «Сент-Олбанс Сити»
10 января 2014 года Гилберт подписал контракт с «Сент-Олбанс Сити» и помог клубу добиться повышения, пока не покинул клуб по взаимному согласию в конце сезона.

## Личная жизнь
Гилберт получает необходимую квалификацию, чтобы стать тренером.

## Достижения
«Лестер Сити»
- Победитель Первой Футбольной лиги Англии: 2008/09

«Шемрок Роверс»
- Кубок Лейнстера: 2012